# IC 2517
IC 2517 је лентикуларна галаксија у сазвјежђу Шмрк (Пумпа) која се налази на листи објеката дубоког неба у Индекс каталогу.
Деклинација објекта је - 33° 44' 31" а ректасцензија 9h 52m 50,7s. Привидна величина (магнитуда) објекта IC 2517 износи 14,4 а фотографска магнитуда 15,4. IC 2517 је још познат и под ознакама ESO 374-6, PGC 28466.